# Aplysina chiriquiensis
Espèce
Synonymes
- Aplysina ecuatorensis Desqueyroux-Faúndez & van Soest, 1997, nomen nudum

Aplysina chiriquiensis est une espèce d'éponges de la famille des Aplysinidae.

## Distribution
L'espèce est décrite des îles Galápagos, dans l'Océan Pacifique.

## Taxinomie
L'espèce est nommée en 1997 par Ruth Desqueyroux-Faúndez et Rob W. M. van Soest sous le nom Aplysina ecuatorensis, mais pas décrite formellement, de sorte que ce binôme est considéré comme un nomen nudum.